# グリセロール-2-ホスファターゼ
グリセロール-2-ホスファターゼ(Glycerol-2-phosphatase、EC 3.1.3.19)は、以下の化学反応を触媒する酵素である。
グリセロール2-リン酸 + 水{\displaystyle \rightleftharpoons }グリセロール + リン酸
従って、この酵素の2つの基質はグリセロール2-リン酸と水、2つの生成物はグリセロールとリン酸である。
この酵素は加水分解酵素に分類され、特にリン酸エステル結合に作用する。系統名は、グリセロール-2-リン酸ホスホヒドロラーゼ(glycerol-2-phosphate phosphohydrolase)である。